# Llanwrtyd Wells
Llanwrtyd Wells (velšsky Llanwrtyd) je malé město v centrálním Walesu, ve farnosti Llanwrtyd ve správní oblasti Powys. Obec leží na silnici A483, mezi Llandovery a Builth Wells, nedaleko od průsmyku mezi údolími Tywi a Irfon. Městečkem protéká řeka Irfon.
V roce 2011 zde žilo 850 obyvatel.[zdroj?] Obec tak o sobě tvrdí, že je nejmenším městem v Británii;[zdroj?] Fordwich v Kentu má však ještě menší populaci.[zdroj?]
Llanwrtyd Wells vyrostlo jako lázeňské město kolem Ffynnon Ddrewllyd (páchnoucí studna), které stále existuje. V obci se konají kulturní festival eisteddfod, světový šampionát ve šnorchlování v bažině a každý červen Man versus Horse Marathon, v němž proti sobě soupeří běžci a jezdci na koních.